# Gran Premio di Germania
Il Gran Premio di Germania è stata una gara automobilistica di Formula 1 che si è svolta dal 1951 al 1954, dal 1956 al 1959, dal 1961 al 2006, dal 2008 al 2014, nel 2016 e dal 2018 al 2019.

## Storia
Nel 1907 la prima gara automobilistica in Germania si svolse con il Kaiserpreis al Circuito del Taunus, per vetture da turismo con motori limitati a 8000 cm³: il vincitore fu l'italiano Felice Nazzaro su FIAT. La prima edizione del Gran Premio di Germania si disputò invece nel 1926 all'AVUS vicino a Berlino per vetture sport, mentre la prima edizione per Vetture Grand Prix (progenitrici delle Formula 1) si svolse nel 1929, nel circuito originale del Nürburgring di oltre 20 chilometri che ne sarà la sede storica fino al 1976. Prima della guerra l'albo d'oro è dominato dai piloti tedeschi e dalle Mercedes-Benz e Auto Union, ma nell'edizione del 1935 l'italiano Tazio Nuvolari su Alfa Romeo diede un famoso dispiacere alle autorità naziste giunte sul circuito per festeggiare una vittoria nazionale.

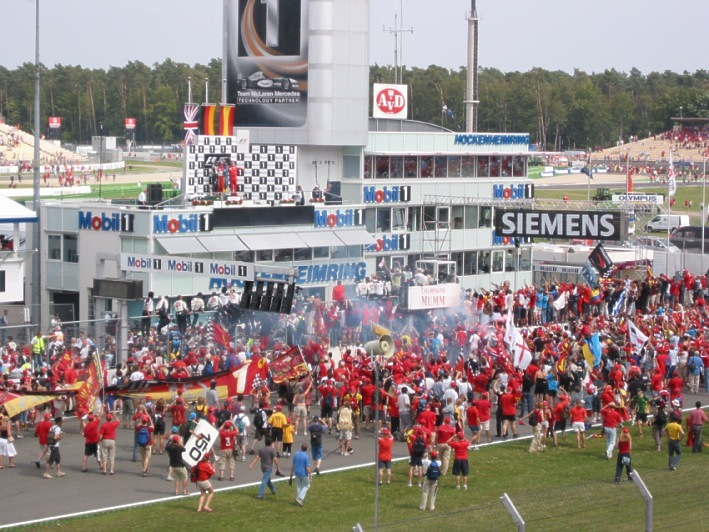
Premiazione dell'edizione 2004

Dopo la guerra il Gran Premio di Germania riprese nel 1950 come gara per vetture di Formula 2 per poi venire inserito nel Campionato mondiale di Formula 1 nel 1951. Anche nel 1960 la gara fu riservata alle Formula 2, nell'unica occasione in cui si usò la Südschleife (tracciato Sud) del Nürburgring invece della tradizionale Nordschleife. Nel 1955 invece il Gran Premio fu sospeso in seguito alla tragedia avvenuta durante la 24 ore di Le Mans. Dopo il grave incidente di Niki Lauda durante il Gran Premio di Germania 1976 il Nürburgring fu abbandonato e la gara si spostò stabilmente all'Hockenheimring, a sua volta recentemente modificato. Tra il 1999 e il 2006 al "nuovo Nürburgring" si è svolto regolarmente il Gran Premio d'Europa, la seconda gara tedesca nel calendario del Campionato mondiale di Formula 1, ma a causa di problemi nella gestione finanziaria di entrambi gli eventi è stato deciso che i due circuiti storici condividano ad anni l'alterni l'organizzazione del Gran Premio di Germania. Per motivi di diritti commerciali tra AVD e ADAC il primo anno di questo accordo non ha visto però un Gran Premio di Germania ma piuttosto l'ultima edizione del Gran Premio d'Europa in Germania, il 22 luglio 2007 al Nürburgring. Il Gran Premio di Germania non ha avuto luogo per la prima volta dal 1960, ed è tornato a Hockenheim dalla successiva stagione 2008, negli anni pari, mentre al Nürburgring nel 2009, nel 2011 e nel 2013, mentre nei campionati 2015 e 2017 sarebbe dovuto ritornare al Nürburgring, ma non è stato disputato.

### Sponsorizzazioni
- 1951-1984: nessuno sponsor ufficiale;
- 1985: AvD;
- 1986: nessuno sponsor ufficiale;
- 1987-2006: Mobil 1;
- 2008-2014: Santander;
- 2016: nessuno sponsor ufficiale;
- 2018: Emirates;
- 2019: Mercedes-Benz.

## Albo d'oro

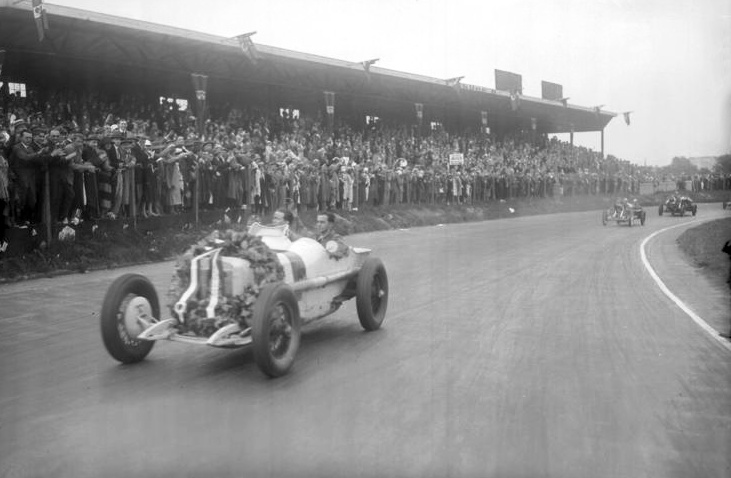
Rudolf Caracciola festeggia la vittoria nel primo GP di Germania della storia

Lo sfondo sfondo rosa indica un evento non appartenente al Campionato mondiale di Formula 1.
Lo sfondo sfondo verde indica un evento che era parte del Campionato Mondiale Costruttori precedente alla Seconda Guerra Mondiale.
Lo sfondo sfondo giallo indica un evento che era parte del Campionato europeo di automobilismo precedente alla Seconda Guerra Mondiale.
| anno | circuito                  | pilota                             | vettura       | resoconto     |
| ---- | ------------------------- | ---------------------------------- | ------------- | ------------- |
| 1926 | AVUS                      | Rudolf Caracciola                  | Mercedes-Benz | resoconto     |
| 1927 | Nürburgring Gesamtstrecke | Otto Merz                          | Mercedes-Benz | resoconto     |
| 1928 | Nürburgring Gesamtstrecke | Rudolf Caracciola Christian Werner | Mercedes-Benz | resoconto     |
| 1929 | Nürburgring Gesamtstrecke | Louis Chiron                       | Bugatti       | resoconto     |
| 1930 | Non disputato             | Non disputato                      | Non disputato | Non disputato |
| 1931 | Nürburgring Nordschleife  | Rudolf Caracciola                  | Mercedes-Benz | resoconto     |
| 1932 | Nürburgring Nordschleife  | Rudolf Caracciola                  | Alfa Romeo    | resoconto     |
| 1933 | Non disputato             | Non disputato                      | Non disputato | Non disputato |
| 1934 | Nürburgring Nordschleife  | Hans Stuck                         | Auto Union    | resoconto     |
| 1935 | Nürburgring Nordschleife  | Tazio Nuvolari                     | Alfa Romeo    | resoconto     |
| 1936 | Nürburgring Nordschleife  | Bernd Rosemeyer                    | Auto Union    | resoconto     |
| 1937 | Nürburgring Nordschleife  | Rudolf Caracciola                  | Mercedes-Benz | resoconto     |
| 1938 | Nürburgring Nordschleife  | Richard Seaman                     | Mercedes-Benz | resoconto     |
| 1939 | Nürburgring Nordschleife  | Rudolf Caracciola                  | Mercedes-Benz | resoconto     |
| 1950 | Nürburgring Nordschleife  | Alberto Ascari                     | Ferrari       | resoconto     |
| 1951 | Nürburgring Nordschleife  | Alberto Ascari                     | Ferrari       | resoconto     |
| 1952 | Nürburgring Nordschleife  | Alberto Ascari                     | Ferrari       | resoconto     |
| 1953 | Nürburgring Nordschleife  | Nino Farina                        | Ferrari       | resoconto     |
| 1954 | Nürburgring Nordschleife  | Juan Manuel Fangio                 | Mercedes-Benz | resoconto     |
| 1955 | Non disputato             | Non disputato                      | Non disputato | Non disputato |
| 1956 | Nürburgring Nordschleife  | Juan Manuel Fangio                 | Ferrari       | resoconto     |
| 1957 | Nürburgring Nordschleife  | Juan Manuel Fangio                 | Maserati      | resoconto     |
| 1958 | Nürburgring Nordschleife  | Tony Brooks                        | Vanwall       | resoconto     |
| 1959 | AVUS                      | Tony Brooks                        | Ferrari       | resoconto     |
| 1960 | Nürburgring Südschleife   | Jo Bonnier                         | Porsche       | resoconto     |
| 1961 | Nürburgring Nordschleife  | Stirling Moss                      | Lotus         | resoconto     |
| 1962 | Nürburgring Nordschleife  | Graham Hill                        | BRM           | resoconto     |
| 1963 | Nürburgring Nordschleife  | John Surtees                       | Ferrari       | resoconto     |
| 1964 | Nürburgring Nordschleife  | John Surtees                       | Ferrari       | resoconto     |
| 1965 | Nürburgring Nordschleife  | Jim Clark                          | Lotus         | resoconto     |
| 1966 | Nürburgring Nordschleife  | Jack Brabham                       | Brabham       | resoconto     |
| 1967 | Nürburgring Nordschleife  | Denny Hulme                        | Brabham       | resoconto     |
| 1968 | Nürburgring Nordschleife  | Jackie Stewart                     | Matra         | resoconto     |
| 1969 | Nürburgring Nordschleife  | Jacky Ickx                         | Brabham       | resoconto     |
| 1970 | Hockenheimring            | Jochen Rindt                       | Lotus         | resoconto     |
| 1971 | Nürburgring Nordschleife  | Jackie Stewart                     | Tyrrell       | resoconto     |
| 1972 | Nürburgring Nordschleife  | Jacky Ickx                         | Ferrari       | resoconto     |
| 1973 | Nürburgring Nordschleife  | Jackie Stewart                     | Tyrrell       | resoconto     |
| 1974 | Nürburgring Nordschleife  | Clay Regazzoni                     | Ferrari       | resoconto     |
| 1975 | Nürburgring Nordschleife  | Carlos Reutemann                   | Brabham       | resoconto     |
| 1976 | Nürburgring Nordschleife  | James Hunt                         | McLaren       | resoconto     |
| 1977 | Hockenheimring            | Niki Lauda                         | Ferrari       | resoconto     |
| 1978 | Hockenheimring            | Mario Andretti                     | Lotus         | resoconto     |
| 1979 | Hockenheimring            | Alan Jones                         | Williams      | resoconto     |
| 1980 | Hockenheimring            | Jacques Laffite                    | Ligier        | resoconto     |
| 1981 | Hockenheimring            | Nelson Piquet                      | Brabham       | resoconto     |
| 1982 | Hockenheimring            | Patrick Tambay                     | Ferrari       | resoconto     |
| 1983 | Hockenheimring            | René Arnoux                        | Ferrari       | resoconto     |
| 1984 | Hockenheimring            | Alain Prost                        | McLaren       | resoconto     |
| 1985 | Nürburgring Gp-Strecke    | Michele Alboreto                   | Ferrari       | resoconto     |
| 1986 | Hockenheimring            | Nelson Piquet                      | Williams      | resoconto     |
| 1987 | Hockenheimring            | Nelson Piquet                      | Williams      | resoconto     |
| 1988 | Hockenheimring            | Ayrton Senna                       | McLaren       | resoconto     |
| 1989 | Hockenheimring            | Ayrton Senna                       | McLaren       | resoconto     |
| 1990 | Hockenheimring            | Ayrton Senna                       | McLaren       | resoconto     |
| 1991 | Hockenheimring            | Nigel Mansell                      | Williams      | resoconto     |
| 1992 | Hockenheimring            | Nigel Mansell                      | Williams      | resoconto     |
| 1993 | Hockenheimring            | Alain Prost                        | Williams      | resoconto     |
| 1994 | Hockenheimring            | Gerhard Berger                     | Ferrari       | resoconto     |
| 1995 | Hockenheimring            | Michael Schumacher                 | Benetton      | resoconto     |
| 1996 | Hockenheimring            | Damon Hill                         | Williams      | resoconto     |
| 1997 | Hockenheimring            | Gerhard Berger                     | Benetton      | resoconto     |
| 1998 | Hockenheimring            | Mika Häkkinen                      | McLaren       | resoconto     |
| 1999 | Hockenheimring            | Eddie Irvine                       | Ferrari       | resoconto     |
| 2000 | Hockenheimring            | Rubens Barrichello                 | Ferrari       | resoconto     |
| 2001 | Hockenheimring            | Ralf Schumacher                    | Williams      | resoconto     |
| 2002 | Hockenheimring            | Michael Schumacher                 | Ferrari       | resoconto     |
| 2003 | Hockenheimring            | Juan Pablo Montoya                 | Williams      | resoconto     |
| 2004 | Hockenheimring            | Michael Schumacher                 | Ferrari       | resoconto     |
| 2005 | Hockenheimring            | Fernando Alonso                    | Renault       | resoconto     |
| 2006 | Hockenheimring            | Michael Schumacher                 | Ferrari       | resoconto     |
| 2007 | Non disputato             | Non disputato                      | Non disputato | Non disputato |
| 2008 | Hockenheimring            | Lewis Hamilton                     | McLaren       | resoconto     |
| 2009 | Nürburgring Gp-Strecke    | Mark Webber                        | Red Bull      | resoconto     |
| 2010 | Hockenheimring            | Fernando Alonso                    | Ferrari       | resoconto     |
| 2011 | Nürburgring Gp-Strecke    | Lewis Hamilton                     | McLaren       | resoconto     |
| 2012 | Hockenheimring            | Fernando Alonso                    | Ferrari       | resoconto     |
| 2013 | Nürburgring Gp-Strecke    | Sebastian Vettel                   | Red Bull      | resoconto     |
| 2014 | Hockenheimring            | Nico Rosberg                       | Mercedes      | resoconto     |
| 2015 | Non disputato             | Non disputato                      | Non disputato | Non disputato |
| 2016 | Hockenheimring            | Lewis Hamilton                     | Mercedes      | resoconto     |
| 2017 | Non disputato             | Non disputato                      | Non disputato | Non disputato |
| 2018 | Hockenheimring            | Lewis Hamilton                     | Mercedes      | resoconto     |
| 2019 | Hockenheimring            | Max Verstappen                     | Red Bull      | resoconto     |

## Statistiche
Le statistiche si riferiscono alle sole edizioni valide per il campionato del mondo di Formula 1 e sono aggiornate al Gran Premio di Germania 2019.

### Vittorie per pilota
| Pos. | Pilota             | Vittorie |
| ---- | ------------------ | -------- |
| 1    | Michael Schumacher | 4        |
| =    | Lewis Hamilton     | 4        |
| 3    | Juan Manuel Fangio | 3        |
| =    | Jackie Stewart     | 3        |
| =    | Nelson Piquet      | 3        |
| =    | Ayrton Senna       | 3        |
| =    | Fernando Alonso    | 3        |
| 8    | Alberto Ascari     | 2        |
| =    | Tony Brooks        | 2        |
| =    | John Surtees       | 2        |
| =    | Jacky Ickx         | 2        |
| =    | Alain Prost        | 2        |
| =    | Nigel Mansell      | 2        |
| =    | Gerhard Berger     | 2        |

### Vittorie per costruttore
| Pos. | Costruttore | Vittorie |
| ---- | ----------- | -------- |
| 1    | Ferrari     | 21       |
| 2    | Williams    | 9        |
| 3    | McLaren     | 8        |
| 4    | Brabham     | 5        |
| 5    | Lotus       | 4        |
| =    | Mercedes    | 4        |
| 7    | Red Bull    | 3        |
| 8    | Tyrrell     | 2        |
| =    | Benetton    | 2        |

### Vittorie per motore
| Pos. | Motore        | Vittorie |
| ---- | ------------- | -------- |
| 1    | Ferrari       | 21       |
| 2    | Ford-Cosworth | 11       |
| 3    | Renault       | 9        |
| 4    | Mercedes      | 7        |
| 5    | Honda         | 6        |
| 6    | Climax        | 2        |
| =    | Repco         | 2        |
| =    | BMW           | 2        |

### Pole position per pilota
| Pos. | Pilota             | Pole |
| ---- | ------------------ | ---- |
| 1    | Jim Clark          | 4    |
| =    | Jacky Ickx         | 4    |
| 3    | Alberto Ascari     | 3    |
| =    | Juan Manuel Fangio | 3    |
| =    | Alain Prost        | 3    |
| =    | Nigel Mansell      | 3    |
| =    | Ayrton Senna       | 3    |
| =    | Lewis Hamilton     | 3    |
| 9    | Jackie Stewart     | 2    |
| =    | Niki Lauda         | 2    |
| =    | Gerhard Berger     | 2    |
| =    | Damon Hill         | 2    |
| =    | Mika Häkkinen      | 2    |
| =    | Juan Pablo Montoya | 2    |
| =    | Michael Schumacher | 2    |
| =    | Kimi Räikkönen     | 2    |
| =    | Mark Webber        | 2    |
| =    | Nico Rosberg       | 2    |
| =    | Sebastian Vettel   | 2    |

### Pole position per costruttore
| Pos. | Costruttore | Pole |
| ---- | ----------- | ---- |
| 1    | Ferrari     | 20   |
| 2    | McLaren     | 12   |
| 3    | Williams    | 9    |
| 4    | Lotus       | 5    |
| =    | Mercedes    | 5    |
| 6    | Red Bull    | 3    |
| 7    | Tyrrell     | 2    |
| =    | Renault     | 2    |

### Pole position per motore
| Pos. | Motore        | Pole |
| ---- | ------------- | ---- |
| 1    | Ferrari       | 20   |
| 2    | Renault       | 11   |
| =    | Mercedes      | 11   |
| 4    | Ford-Cosworth | 8    |
| 5    | Honda         | 4    |
| 6    | Climax        | 3    |
| =    | TAG Porsche   | 2    |
| =    | BMW           | 2    |

### Giri veloci per pilota
| Pos. | Pilota             | GPV |
| ---- | ------------------ | --- |
| 1    | Michael Schumacher | 5   |
| 2    | Juan Manuel Fangio | 3   |
| =    | John Surtees       | 3   |
| =    | Jacky Ickx         | 3   |
| =    | David Coulthard    | 3   |
| =    | Lewis Hamilton     | 3   |
| 7    | Alberto Ascari     | 2   |
| =    | Jody Scheckter     | 2   |
| =    | Niki Lauda         | 2   |
| =    | Alan Jones         | 2   |
| =    | Gerhard Berger     | 2   |
| =    | Riccardo Patrese   | 2   |
| =    | Juan Pablo Montoya | 2   |
| =    | Kimi Räikkönen     | 2   |
| =    | Fernando Alonso    | 2   |

### Giri veloci per costruttore
| Pos. | Costruttore | GPV |
| ---- | ----------- | --- |
| 1    | Ferrari     | 17  |
| 2    | Williams    | 10  |
| 3    | McLaren     | 8   |
| 4    | Benetton    | 5   |
| 5    | Mercedes    | 4   |
| 6    | Tyrrell     | 3   |
| =    | Red Bull    | 3   |
| 8    | Lotus       | 2   |
| =    | Brabham     | 2   |

### Giri veloci per motore
| Pos. | Motore        | GPV |
| ---- | ------------- | --- |
| 1    | Ferrari       | 17  |
| 2    | Ford-Cosworth | 11  |
| 3    | Renault       | 9   |
| =    | Mercedes      | 9   |
| 5    | BMW           | 5   |
| 6    | Honda         | 3   |
| 7    | Maserati      | 2   |
| =    | TAG Porsche   | 2   |

### Podi per pilota
| Pos. | Pilota             | Podi |
| ---- | ------------------ | ---- |
| 1    | Michael Schumacher | 7    |
| 2    | Jacques Laffite    | 6    |
| =    | Alain Prost        | 6    |
| =    | Ayrton Senna       | 6    |
| 5    | Juan Manuel Fangio | 5    |
| =    | Gerhard Berger     | 5    |
| =    | Fernando Alonso    | 5    |
| =    | Lewis Hamilton     | 5    |
| 9    | Graham Hill        | 4    |
| =    | John Surtees       | 4    |
| =    | Jackie Stewart     | 4    |
| =    | Jacky Ickx         | 4    |
| =    | Clay Regazzoni     | 4    |
| =    | Jody Scheckter     | 4    |
| =    | Nigel Mansell      | 4    |
| =    | David Coulthard    | 4    |
| =    | Felipe Massa       | 4    |
| =    | Kimi Räikkönen     | 4    |
| =    | Sebastian Vettel   | 4    |

### Podi per costruttore
| Pos. | Costruttore | Podi |
| ---- | ----------- | ---- |
| 1    | Ferrari     | 53   |
| 2    | McLaren     | 27   |
| 3    | Williams    | 22   |
| 4    | Lotus       | 11   |
| =    | Brabham     | 11   |
| 6    | Ligier      | 8    |
| =    | Red Bull    | 8    |
| 8    | Renault     | 7    |
| 9    | Tyrrell     | 6    |
| =    | Benetton    | 6    |
| =    | Mercedes    | 6    |
| 11   | Maserati    | 4    |
| =    | Cooper      | 4    |
| =    | BRM         | 4    |

### Podi per motore
| Pos. | Motore        | Podi |
| ---- | ------------- | ---- |
| 1    | Ferrari       | 53   |
| 2    | Ford-Cosworth | 34   |
| 3    | Renault       | 30   |
| 4    | Mercedes      | 18   |
| 5    | Honda         | 16   |
| 6    | Climax        | 7    |
| 7    | Maserati      | 6    |
| 8    | BMW           | 5    |
| 9    | BRM           | 4    |
| =    | Repco         | 4    |
| =    | TAG Porsche   | 4    |

### Punti per pilota
| Pos. | Pilota             | Punti |
| ---- | ------------------ | ----- |
| 1    | Lewis Hamilton     | 122   |
| 2    | Fernando Alonso    | 117   |
| 3    | Sebastian Vettel   | 111   |
| 4    | Michael Schumacher | 79    |
| 5    | Jenson Button      | 73    |
| 6    | Kimi Räikkönen     | 71    |
| 7    | Nico Rosberg       | 55    |
| 8    | Max Verstappen     | 53    |
| 9    | Alain Prost        | 50    |
| 10   | Felipe Massa       | 49    |

### Punti per costruttore
| Pos. | Costruttore | Punti |
| ---- | ----------- | ----- |
| 1    | Ferrari     | 539   |
| 2    | McLaren     | 294   |
| 3    | Red Bull    | 207   |
| 4    | Williams    | 192   |
| 5    | Mercedes    | 167   |
| 6    | Lotus       | 136   |
| 7    | Brabham     | 95    |
| 8    | Renault     | 88    |
| 9    | Benetton    | 57    |
| 10   | Tyrrell     | 54    |

### Punti per motore
| Pos. | Motore        | Punti |
| ---- | ------------- | ----- |
| 1    | Ferrari       | 587   |
| 2    | Renault       | 407   |
| 3    | Mercedes      | 389   |
| 4    | Ford-Cosworth | 312   |
| 5    | Honda         | 161   |
| 6    | Climax        | 64    |
| 7    | BMW           | 53    |
| 8    | Maserati      | 49    |
| 9    | TAG Heuer     | 45    |
| 10   | BRM           | 44    |